# Medalla de herido (Alemania)
La Medalla de herido (en alemán Verwundetenabzeichen) fue una condecoración militar alemana para soldados afectados por heridas de diversas magnitudes o por efectos de congelación (debido a la exposición extrema a los elementos, particularmente durante la campaña para invadir Rusia) que era concedida a soldados del Reichswehr, Wehrmacht, las SS y a las organizaciones de servicios auxiliares. Después de marzo de 1943 y a causa del constante incremento de los bombardeos por los Aliados, también comenzó a ser otorgada a civiles.
Instaurada desde la Primera Guerra Mundial, se concedía en tres versiones distintas: negra, para aquel que fuese herido una o dos veces por acción hostil, ataque aéreo o por congelamiento cumpliendo el deber; en plata para quien hubiera sufrido tres o cuatro heridas, pérdida de una mano, pie u ojo a causa de acción hostil (también estaba incluida la pérdida parcial de la capacidad auditiva), desfiguramiento facial o daño cerebral a causa del combate; en oro (la cual podía ser concedida póstumamente) por cinco o más veces que fuera herido el galardonado con esta medalla, ceguera total o severo daño cerebral a causa de acción enemiga.
Se fabricaban en acero prensado, latón y zinc, aunque también existieron medallas por encargo especial que se fabricaban con otros metales como base. Las medallas de la Primera Guerra Mundial se fabricaban siguiendo un molde especial para la fabricación en masa.
Todas las versiones del distintivo de herido debían ser portadas en el bolsillo bajo de la parte izquierda de la guerrera. Además, debía ser portada debajo de todas las demás condecoraciones que se situaran en el pecho izquierdo, si es que también se habían ganado estas. Se estima que alrededor de cinco millones de este tipo de condecoración fueron otorgadas durante la Segunda Guerra Mundial. En 1957, una versión revisada de esta condecoración fue autorizada para su uso por parte de veteranos, aunque las antiguas podían usarse siempre y cuando (y al igual que otras condecoraciones) se eliminara la Esvástica.

## Medalla de herido conmemorativa del 20 de julio de 1944

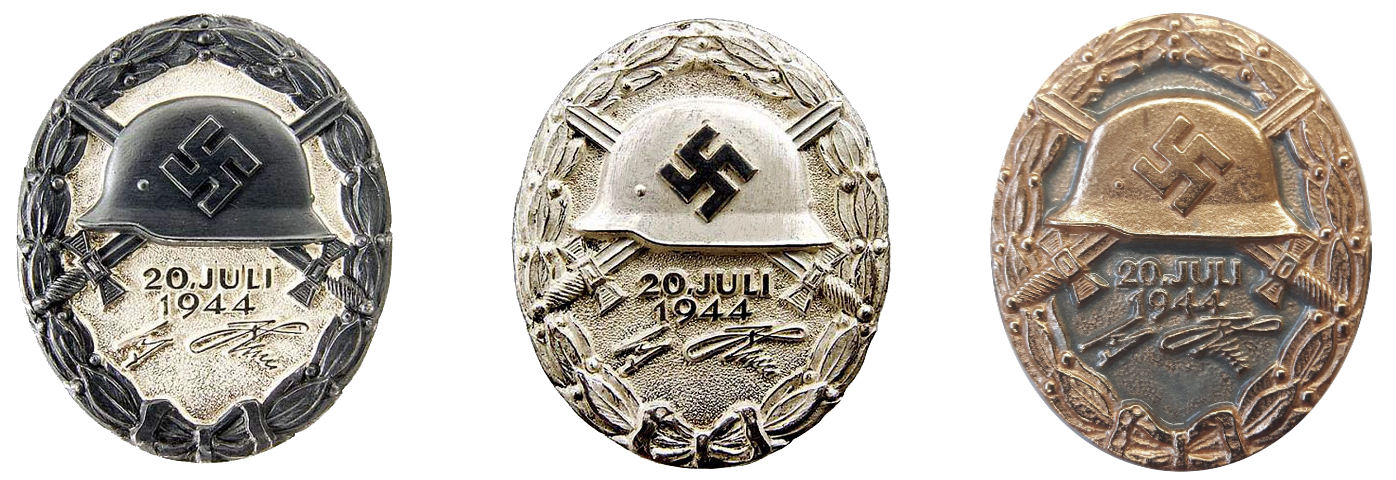
Versiones de la medalla de herido del 20 de julio de 1944 en negro, plata y oro

De todos los tipos que existen de la medalla de herido, sin duda este es el más raro de todos, dado que solo fue otorgada a un puñado de gente que sobrevivió al intento de asesinato de Hitler el 20 de julio de 1944 en su cuartel Wolfsschanze (Guarida del lobo) ubicado en la Prusia oriental. Debido a que Hitler consideró este momento como suceso del destino, mandó fabricar esta medalla especial para quienes se vieron involucrados en el incidente.
Esta medalla se basa en el diseño original, pero tiene ciertas diferencias que se aprecian fácilmente (como que el casco es más grande, las espadas se encuentran más separadas y lo que hace especial a esta placa: la firma de Hitler en facsímil más la fecha 20 de julio). Esta medalla fue otorgada junto con un certificado especial el 2 de septiembre de 1944, además de las medallas póstumas por los que murieron y que fueron enviadas a sus parientes más cercanos; sin embargo, estas últimas eran de oro.
Fueron concedidas a todos los que sufrieron heridas durante el atentado, y si ya habían recibido la condecoración anteriormente, simplemente se les entregaba esta versión especial pero en el siguiente rango (por ejemplo, si alguien había recibido la medalla en negro, se le entregaba la versión del 20 de julio en plata). Un ejemplo de esto fue Hans-Erich Voss, quien la ganó en negro el mismo día del incidente y posteriormente la elevó de categoría conforme avanzaban las batallas.